# Drancy
Drancy je severovzhodno predmestje Pariza in občina v  departmaju Seine-Saint-Denis osrednje francoske regije Île-de-France. Leta 1999 je imelo naselje 62.263 prebivalcev.

## Geografija
Drancy leži 10 km severovzhodno od središča Pariza, v južnem delu ravnine Pays de France. Občina meji na jugu na Bobigny, na zahodu na La Courneuve, na severozahodu na Le Bourget, severovzhodu na Le Blanc-Mesnil in na vzhodu na Bondy.
Naselje je razdeljeno na devet četrti: Avenir Parisien (zahod), Le Petit Drancy (jug), Drancy Centre (središče), La Mare (jugovzhod), L'Économie (sever, okoli kolodvora), Paris Campagne (severozahod), La Muette (center-vzhod), Les Oiseaux (severovzhod) in Village Parisien (vzhod).

## Administracija
Drancy je sedež istoimenskega kantona, v katerega je vključen južni del občine (34.736 prebivalcev), medtem ko je severni del vključen v kanton Le Bourget. Oba sta sestavna dela okrožja Bobigny.

## Zgodovina
Ime naselja izhaja iz prvotnega Terentiacum (posest Terentiusa), ki se je preko srednjeveškega Derenciacuma razvil v sedanje ime.
V 17. stoletju je bil Drancy razdeljen na dve vasi: Drancy le Grand in le Petit Drancy. Okoliš Village Parisien je zgrajen na stari lokaciji zaselka Groslay, obkroženega z Bondyjskim gozdom.
Med drugo svetovno vojno je bil v Drancyju deportacijsko taborišče, kjer so bili pridržani judje, cigani in ostali, preden so jih poslali v nemška koncentracijska taborišča. Leta 1976 je bil v naselju postavljen Spomenik deportirancem kiparja Sheloma Selingerja.

## Zanimivosti
- četrt Cité de la Muette, soseska iz 30. let 20. stoletja,
  - Wagon-Témoin, spomenik francosko-izraelskega kiparja Sheloma Selingerja, simbol nemške okupacije četrti med drugo svetovno vojno,
- dvorec Château de Ladoucette s parkom,
- cerkev sv. Janeza

## Pobratena mesta
- Eisenhüttenstadt (Nemčija),
- Gorée (Senegal),
- Willenhall (Združeno kraljestvo).